# Липовка (Городокский район)
Липовка (укр. Липівка) — село в Городокском районе Хмельницкой области Украины.
Население по переписи 2001 года составляло 286 человек. Почтовый индекс — 32011. Телефонный код — 3251. Занимает площадь 0,102 км². Код КОАТУУ — 6821280703.

## Местный совет
32011, Хмельницкая обл., Городокский р-н, с. Бубновка